# Neos (Content Application Platform)
Neos ist eine Open-Source-Content-Application-Plattform basierend auf dem PHP Framework Neos Flow, welches ebenfalls vom Neos-Team entwickelt wird. In der Standardausführung bietet Neos den Funktionsumfang eines Content-Management-Systems und ermöglicht durch das flexible Datenmodell auch andere Einsatzmöglichkeiten, beispielsweise als Headless CMS.
Inhaltsvarianten können in Neos in beliebigen Dimensionen, wie bspw. Sprache, Land, Zielgruppe u. v. m. verwaltet werden. Die Struktur der Inhalte kann projekt- und domänenspezifisch angepasst werden. Neos enthält eine Medienverwaltung für Dateien und Bilder mit Funktionen zum Filtern und Kategorisieren. Über Schnittstellen können externe Medienquellen, wie bspw. Wikimedia, oder kommerzielle Lösungen direkt eingebunden werden.
Die Ausgabe der Inhalte wird durch eine integrierte, domänenspezifische Sprache namens Fusion gesteuert. Sie wird verwendet, um Inhalte aus dem Content-Repository auszulesen, HTML-Code zu erzeugen, sowie das Caching zu steuern. Dabei können in Fusion sowohl die AFX Syntax (angelehnt an React JSX), als auch Fluid (TYPO3 Template Engine) verwendet werden.
Neos nutzt Composer zur Paketverwaltung und zur Installation von Erweiterungen. Des Weiteren unterstützt Neos zahlreiche PHP Standard Recommendations der PHP Framework Interop Group.

## Entwicklung und Community
An Neos kann jeder mitwirken. Innerhalb des Projekts kümmert sich das Neos Team um die regelmäßige Weiterentwicklung. Als Entwicklungsplattform dient Github.
Neue Versionen erscheinen alle vier Monate. Neos nutzt dabei Semantic-Versioning und veröffentlicht deshalb Änderungen, die nicht abwärtskompatibel sind, nur mit neuen Hauptversionen. Vor der Veröffentlichung einer neuen Hauptversion wird jeweils eine Version mit Langzeitunterstützung (Long-Term-Support, kurz LTS) veröffentlicht.
Seit 2017 findet einmal jährlich die Neos Konferenz statt, auf welcher sich Entwickler und Anwender treffen. 2020 fand die Konferenz aufgrund der Covid-19 Regularien erstmals als reines Online-Event statt. 2012 bis 2016 gab es als Vorläufer der Neos Conference die „Inspiring Conference“, welche ebenfalls die Themenschwerpunkte Flow und Neos hatte.
Im Jahr 2017 wurde die Neos-Foundation als CIC nach britischem Recht gegründet. Sie hat die Förderung der Entwicklung von Neos und der Neos-Community zum Ziel.

## Geschichte und Ursprung
Das Projekt startete 2006. Im Jahre 2007 begannen dann Robert Lemke und Karsten Dambekalns in Vollzeit daran zu arbeiten. Ziel war es, mit TYPO3 Version 5.0 eine komplett modernisierte Neuentwicklung zu veröffentlichen. TYPO3 5.0 wurde später in „TYPO3 Phoenix“ und nochmals später in „TYPO3 Neos“ umbenannt. Seit der Trennung von TYPO3 im Jahr 2015, trägt das Projekt den eigenständigen Namen Neos.
Ursprünglich war das Projekt als Refactoring des Kerns von TYPO3-Version 4 geplant, der zukünftig nach modernen MVC-Prinzipien aufgebaut sein sollte. Schnell wurde jedoch klar, dass dieses Konzept umfassende Änderungen erfordert, die mit der bestehenden Basis schwer umzusetzen wären. Daher wurde beschlossen, sich für die neue Version von TYPO3 ganz von der alten Codebasis zu trennen.
Als Basis für die Neuentwicklung entstand zunächst das Neos Flow PHP-Framework, welches im Juni 2009 mit der ersten Alpha-Version unter dem Namen „FLOW3“ veröffentlicht und später in „TYPO3 Flow“ umbenannt wurde. Heute ist es unter dem Namen „Neos Flow“ bekannt.
Die erste Alpha-Version von TYPO3 Neos erschien im Oktober 2012, die finale Version 1.0 dann am 10. Dezember 2013.
Am 18. Mai 2015 gaben die TYPO3 Association und das Neos-Team bekannt, dass Neos nicht länger unter dem Dach der Association entwickelt werden wird. Neos und TYPO3 CMS seien zu zwei unterschiedlichen Produkten gereift, die jeweils eine eigene Benutzerbasis ansprächen.

### Wichtige Versionen
| Legende: | Ältere Version; nicht mehr unterstützt | Ältere Version; noch unterstützt | Aktuelle Version | Aktuelle Vorabversion | Zukünftige Version |

| Paket-Name | Version | Unter- version | Veröffentlichung   | Allgemeine Korrekturen bis | Sicherheitsrelevante Korrekturen bis | Wichtigste Änderungen |
| ---------- | ------- | -------------- | ------------------ | -------------------------- | ------------------------------------ | --- |
| TYPO3 Neos | 1.x     | 1.0            | 10. Dezember 2013  |                            |                                      | Ursprünglich als TYPO3 Version 5.0 geplant, nun als separates Projekt unter neuem Namen. Das System erhält eine grundlegend neue Architektur basierend auf dem eigens dafür entwickelten Framework TYPO3 Flow, wobei vor allem moderne Konzepte (etwa MVC) durchgängig Berücksichtigung finden.                                 |
| TYPO3 Neos | 1.x     | 1.1.0          | 19. Juni 2014      |                            |                                      | Verbesserung der Stabilität, Verbesserung der Performance durch Flexibilisierung und Beschleunigung des Content Caches, Grundlagen für mehrdimensionalen Content wie Lokalisierung, Internationalisierung, Übersetzungen oder Varianten.                                                                                        |
| TYPO3 Neos | 1.x     | 1.2.0          | 10. Dezember 2014  |                            | 1. April 2017                        | Backend Support für mehrdimensionalen Content, erweitertes Rechtesystem. |
| Neos       | 2.x     | 2.0            | 12. August 2015    |                            | 1. August 2017                       | Erstes Release als eigenständiges, von der TYPO3-Entwicklung getrenntes Projekt. Verbesserte Benutzerverwaltung, Cloud-Unterstützung für Media Assets, übersetzte Bedienoberfläche, Integration von Google Analytics und Fehlerkorrekturen.                                                                                     |
| Neos       | 2.x     | 2.1            | 22. Dezember 2015  | 1. Dezember 2016           | 1. Dezember 2017                     | |
| Neos       | 2.x     | 2.2            | 4. Mai 2016        | 1. April 2017              | 1. April 2018                        | |
| Neos       | 2.x     | 2.3 (LTS)      | 22. August 2016    | 1. August 2018             | 1. August 2019                       | Erste LTS-Version. |
| Neos       | 3.x     | 3.0            | 30. Januar 2017    | 1. Dezember 2017           | 1. Dezember 2018                     | Vollständige Trennung aus dem TYPO3-PHP-Namensraum; Alpha-Version der neuen React-Backend-UI. |
| Neos       | 3.x     | 3.3 (LTS)      | 20. Dezember 2017  | 1. Dezember 2019           | 1. Dezember 2020                     | Release des überarbeiteten ReactJS-User-Interfaces |
| Neos       | 4.x     | 4.0            | 26. April 2018     | 1. Dezember 2019           | 1. Dezember 2020                     | React UI, Emojis!, External Asset Sources, FontAwesome update zu 5.0 |
| Neos       | 4.x     | 4.1            | 29. August 2018    | Dezember 2019              | Dezember 2020                        | Neos UI Verbesserungen (CKEditor 5 Integration, Node Tree Presets, konfigurierbare Keyboard Shortcuts, uvm.), Performance Verbesserungen, PSR-7 Kompatibilität |
| Neos       | 4.x     | 4.2            | 3. Dezember 2018   | Dezember 2019              | Dezember 2020                        | SEO Package 2.1.0, Verbesserungen im Asset Verwaltung, Verbesserte Widerstandsfähigkeit bei Implementierungen, Font Awesome Update auf Version 5.5, Fusion und AFX Verbesserungen |
| Neos       | 4.x     | 4.3 (LTS)      | 15. April 2019     | April 2021                 | April 2022                           | Verbessertes Asset-Handling, Fusion Verbesserungen, Eel Verbesserungen, Neos UI 3.3, Neos Demo-Paket 5.0, SEO-Paket 3.0 |
| Neos       | 5.x     | 5.0            | 20. September 2019 | April 2021                 | April 2022                           | Verbessertes User-Interface, Redirect Verbesserungen, PSR7 Kompatibilität. |
| Neos       | 5.x     | 5.1            | 16. Dezember 2019  | April 2021                 | April 2022                           | Optimiertes User-Interface, Fusion Forms |
| Neos       | 5.x     | 5.2            | 30. April 2020     | April 2021                 | April 2022                           | Verbesserter Dokumentenbaum, bessere Backend Performance, Fusion Performance |
| Neos       | 5.x     | 5.3 (LTS)      | 9. September 2020  | August 2022                | August 2023                          | Nutzerverwaltung ohne Administratorrechte, Konfiguration der Dateiauswahl |
| Neos       | 7.x     | 7.0            | 15. Dezember 2020  | August 2022                | August 2023                          | Minimale PHP Version 7.3+, Atomic Fusion wurde zum Core hinzugefügt, Node Presets, schnelleres und besser erweiterbares Routing |
| Neos       | 7.x     | 7.1            | 30. April 2021     | August 2022                | August 2023                          | EmberJS entfernt, bessere Vorschau für Rollen und Rechte, Fusion.Form 2.0 |
| Neos       | 7.x     | 7.2            | 1. Oktober 2021    | August 2022                | August 2023                          | NodeTypes in Unterordner, Support für PHP 8 Attribute |
| Neos       | 7.x     | 7.3 (LTS)      | 9. Dezember 2021   | März 2024                  | März 2025                            | Verbesserungen bei Fusion/AFX, eigene Icons für NodeTypes, Range Editor, Volles Setup via CLI möglich |
| Neos       | 8.x     | 8.0            | 7. April 2022      | März 2024                  | März 2025                            | Verbesserte Performance, neuer Fusion Parser, PHP8, ValueObjects, PSR 6/16/18 Support |
| Neos       | 8.x     | 8.1            | September 2022     | März 2024                  | März 2025                            | Der Raw-Content Modus wurde verbessert, Neos.Fusion:ActionUri wurde als Ersatz für Neos.Fusion:UriBuilder eingeführt und es wurden neue Properties hinzugefügt, mit denen Array-Objekte sortiert werden können (Fusion). |
| Neos       | 8.x     | 8.2            | Dezember 2022      | März 2024                  | März 2025                            | Natives Laden von Fusion-Dateien aus dem NodeTypes-Ordner, veränderbare Breite und Höhe des Dokument- und Inhaltsbäume, ein neuer Build-Stack für die Neos-Benutzeroberfläche, Verbesserungen für den Node Creation-Dialog und vieles mehr.                                                                                     |
| Neos       | 8.x     | 8.3 (LTS)      | April 2023         | September 2026             | September 2027                       | Einführen der @privat Eigenschaft, neue Terminal Kommandos zum Bereinigen der Bildvarianten, ein neuer Eel-Helfer für Dateien, verbesserter Erstell-Dialog für Nodes, angepasstes Verhalten zum Dimensionen wechseln, neue Validatoren (MediaType, FileExtension und FileSize), Einführung des session:collectgarbage Kommandos |
| Neos       | 8.x     | 8.4 (LTS)      | August 2025        | August 2027                | August 2028                          | |
| Neos       | 9.x     | 9.0            | April 2025         | April 2027                 | April 2028                           | Erstes Release mit dem neu geschriebenen Event Sourced Content Repository. |
| Neos       | 9.x     | 9.1            | Dezember 2025      | April 2027                 | April 2028                           | |
| Neos       | 9.x     | 9.2            | April 2026         | April 2027                 | April 2028                           | |
| Neos       | 9.x     | 9.3 (LTS)      | August 2026        | August 2028                | August 2029                          | |